# Nikołaj Iwanow-Radkiewicz
Nikołaj Pawłowicz Iwanow-Radkiewicz (ros. Никола́й Па́влович Ивано́в-Радке́вич; ur. 28 stycznia?/10 lutego 1904 w Krasnojarsku, zm. 4 lutego 1962 w Moskwie) – radziecki kompozytor, dyrygent, muzykolog i pedagog.

## Życiorys
W 1928 roku ukończył Konserwatorium Moskiewskie w klasie kompozycji Reinhold Glière. Od 1938 roku profesor Konserwatorium Moskiewskiego.
Zasłużony Działacz Sztuk RFSRR (1957). Laureat Nagrody Stalinowskiej (1943). Odznaczony medalem „Za ofiarną pracę w Wielkiej Wojnie Ojczyźnianej 1941–1945” (1946).
Pochowany na Cmentarzu Przemienienia Pańskiego w Moskwie.

## Wybrana muzyka filmowa
- 1948: Kim zostanę?[3]